# Grauleshof
Grauleshof oder Grauleshöfe, in früherer Zeit Minder-Himmlingen, ist eine Wüstung in der Stadt Aalen im Ostalbkreis.

## Lage
Die Ortschaft Grauleshof lag in einem heute als Wohngebiet genutzten Stadtteil von Aalen, ungefähr im Bereich der heutigen Kreuzung Kantstraße/Spenglerstraße. Das Wohngebiet wird umgangssprachlich auch „Grauleshof“ genannt.

## Geschichte
Die erste Erwähnung des Ortes geht auf das Jahr 1360 zurück, als der Ort noch den Namen Minderhimlingen trug. Zu dieser Zeit gab es drei Ortschaften mit dem Namen Himmlingen: Groß-Himmlingen (das heutige Himmlingen), Minder-Himmlingen (Grauleshof) und Klein-Himmlingen (der heutige Hirschhof).
Um das Jahr 1563 wurde nochmals Minder Himling erwähnt, später hieß der Ort dann Graulichßhof. Das Gut gehörte ursprünglich zur Kocherburg, später teilten sich die Reichsstadt Aalen und die Reichsabtei Ellwangen die Grundherrschaft.
Bis 1938 gehörte Grauleshof zur Gemeinde Unterkochen, wurde dann jedoch zu Aalen umgemeindet. 1968 wurde der Ort zu Gunsten eines Neubaugebietes aufgegeben. Heute erinnern noch der Hotel-Gasthof „Grauleshof“ und die „Grauleshofschule“ an die ehemalige Ortschaft. Bis heute hält sich der Name als Bezeichnung des Stadtviertels in der Umgangssprache.